# NGC 132
NGC 132는 고래자리 방향에 위치한 정상나선은하이다.